# Ludovico Brea

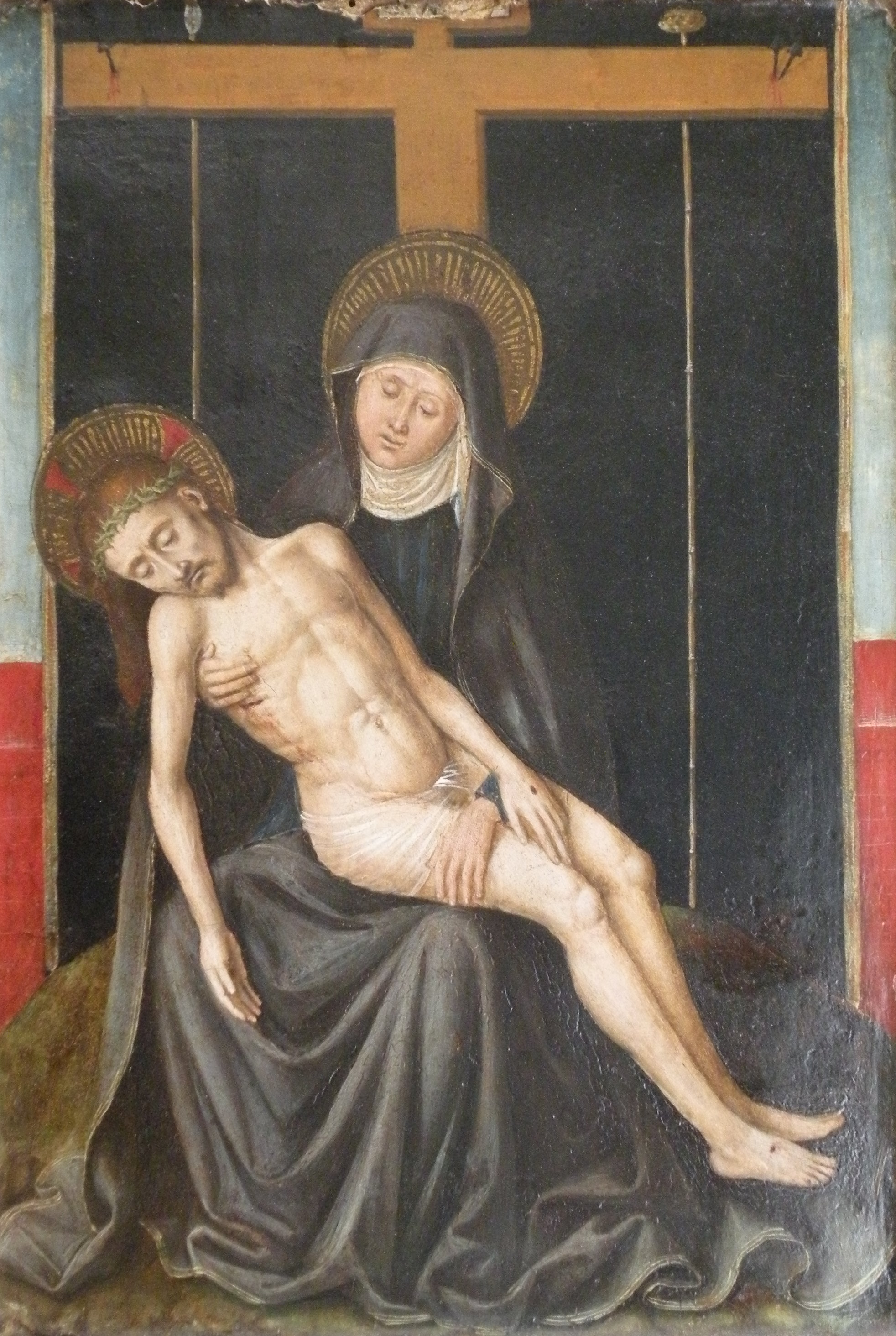
Ludovico Brea, Pietà, Musée du Louvre

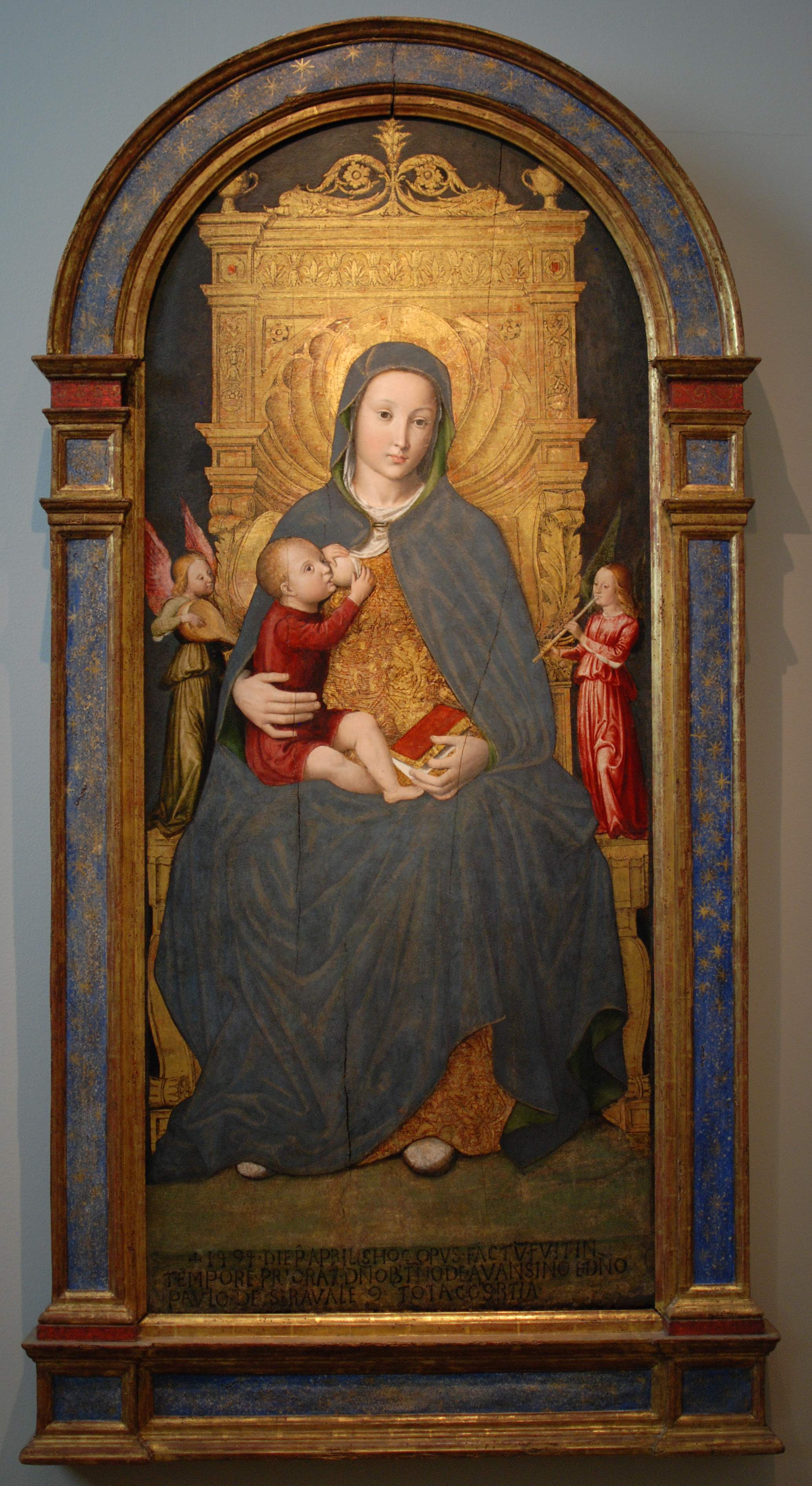
Maestà; Göteborg, Kunstmuseum

Ludovico (oder Louis) Brea (* ca. 1450; † um 1523) war ein italienischer Maler, der vor allem in und um Genua arbeitete. 
Brea wurde in eine Familie von Böttchern in Nizza geboren. Nachdem er nach Ligurien gezogen war, bemalte er mehrere Altartafeln, die sowohl lombardischen als auch flämischen Einfluss zeigen. Einer seiner Schüler war Teramo Piaggio.
Sein erstes sicheres Werk ist Barmherzigkeit mit den Hll. Martino und Katharina, das er 1475 für das Franziskanerkloster in Cimiez nahe Nizza malte. Seine Werke befinden sich an der Küste zwischen Monaco und Menton und zwischen Taggia und Imperia, während letzterer Wegstrecke stand er in Diensten des Papstes Julius II. Seit 1483 wirkte er zwischen Savona und Genua.
In Ligurien waren auch seine Geschwister Pietro und Antonio Brea als Maler aktiv sowie Antonios Sohn Francisco Brea (fl. 1512–1555).

## Zugeschriebene Werke (Auswahl)
- Pietà (1475), Franziskanerkloster Cimiez
- Kreuzigung (1481), Genua, Palazzo Bianco
- Himmelfahrt (1483), Galleria Durazzo Giustiniani
- Schutzmantelmaria (1483–84)
- Katherinenretabel (1488) and Taufe Christi (1495), Taggia, Dominikanerkloster
- Pietà, Monaco, Kathedrale Notre-Dame-Immaculée
- Maestà, Arcs-Van, Kirche
- mit Vincenzo Foppa: Retabel (1490), Savona, Kathedrale
- Allerheiligenretabel (1512), Genua, Dominikanerkirche Santa Maria di Castello
- Georgsretabel (1516), Montalto Ligure, Kirche